# Jarcha
Una jarcha —del árabe خرجة (jarŷa), es decir, salida o final— es una breve composición lírica que cerraba los poemas en árabe llamados moaxajas, escritos por poetas andalusíes árabes o hebreos en al-Ándalus. La jarcha generalmente se escribía en árabe coloquial, pero en algunos casos se escribía en lengua romance (mozárabe), aunque no hay acuerdo sobre el número de jarchas de este segundo tipo.
Se trata de una composición de carácter amoroso a la que se ha buscado una relación con la lírica primitiva hispánica de origen popular, como las cantigas de amigo y los villancicos.
La jarcha más antigua parece ser de mediados del siglo XI y la más moderna de la primera mitad del XIV. Frecuentes sobre todo entre finales del siglo XI y principios del XII, la mayoría de las jarchas están compuestas en dialecto hispanoárabe coloquial, pero una pequeña parte lo está en la lengua romance que utilizaban los andalusíes; como consecuencia de ello, constituyen los ejemplos más antiguos que se conocen de poesía en lengua romance.
Fueron escritas por poetas cultos árabes y judíos, que pudieron tomar como modelo la lírica románica tradicional, bien recogiéndolas del folclore popular, bien adaptándolas a sus necesidades métricas (pues debían integrarse en la moaxaja), o bien componiéndolas de nueva creación, a partir de moldes tradicionales.

## Definiciones
La moaxaja (del árabe موشحة muwaššaḥa (o muwashshaha), que significa collar) es un tipo de poema estrófico culto escrito en árabe clásico que tuvo su momento de esplendor en al-Ándalus entre los siglos IX y XII. Su creación es atribuida por diferentes estudiosos a Muqaddam ibn Mucafà al-Qabrī, y por otros a Muhammad ibn Hammūd al-Qabrī, el ciego de Cabra. Además se ha señalado la posibilidad de que su estrofismo posea una herencia románica o hebrea, mientras otros sostienen que es fruto de la evolución de la casida. Este modelo lírico lo trajeron los árabes consigo en el siglo IV. La casida constaba de largos versos emparejados monorrimos, adecuados para la trasmisión oral por el maestro, y es el tipo de verso en que está escrito el Corán. La moaxaja está escrita en versos cortos, debido a influencias de la lírica popular, pero con temas y estructuras muy complejas. En cada una de sus estrofas se distinguen dos partes: una con rimas independientes y peculiares en cada caso, a la que se llama bayt (o mudanza), y otra de rimas comunes a todo el poema, a la que se denomina quful o vuelta. Antes de las estrofas puede haber un quful, al que se llama matlac o preludio; si falta estamos ante una moaxaja aqrac, calva o acéfala. En la última estrofa, el bayt se establece como un elemento de transición hacia el remate de un poema, no como un nuevo quful, sino como un breve texto en estilo directo. Este poemilla final es conocido como jarcha.
La jarcha es la parte más importante de la moaxaja, pues se trata de un elemento previo, es creado antes que las demás estrofas. Como se popularizan, no siempre son obra del mismo autor, pues aparecen reiteradas en diversas composiciones, tanto árabes como hebreas, en las que quien habla es una muchacha con la que el autor se compara. Además, la conexión temática entre el cuerpo central y su remate es muy tenue y la establecen las palabras de transición, es decir, la última mudanza. Por tanto, todo indica que existe antes que la moaxaja y que se trata de un poema de dominio público.
Según José Domínguez Caparrós en su Diccionario de métrica española, se trata de una estrofa de dos, tres o cuatro versos de medida variable. Sirve de finida en las muwassahas —o moaxajas— hispanohebreas e hispanoárabes. Está en dialecto mozárabe.
Demetrio Estébanez Calderón, por su parte, señala en su Breve diccionario de términos literarios que era un término árabe utilizado por los poetas de al-Ándalus para designar una especie de estribillo (markaz), compuesto en dialecto mozárabe o bien en árabe, con el que terminaba la última estrofa de la moaxaja. La jarcha o “cancioncilla mozárabe” estaba formada por un número variable de versos (aunque predomina la de cuatro), constituía la base de dicho poema, que, a juicio de Emilio García Gómez, se componía para encuadrar una jarcha preexistente. Poseía una estructura métrica variada: más de la mitad presenta la forma de una cuarteta, de cuyos versos generalmente solo riman los pares, aunque hay ocho casos con rima abrazada abab y uno con rima común aaaa. Otras constituyen un pareado, o bien un tríptico; hay dos casos de sextina, y uno de quintilla, septina y octava, respectivamente. El tipo de versos más frecuente en estas cancioncillas es el hexasílabo, seguido por el octosílabo, heptasílabo y pentasílabo (J. Solá Solé).
Victoria Reyzábal indica que es una de las primeras manifestaciones de la lírica peninsular, ya que se cree que las jarchas más antiguas son de 1050. Constituye la estrofa final o estribillo de una moaxaja, escrita en mozárabe siguiendo la tradición popular. También señala que está formada por un número variable de versos y es la parte esencial de toda la composición, donde el amor es el tema más habitual.

## Historia de la composición: descubrimiento y datación
Como recogen Pedraza y Rodríguez en su Manual de literatura española, desde el siglo XIX se ha estudiado la posibilidad de que existiera en al-Ándalus una lírica románica o con elementos romances. Estos recuerdan que Menéndez Pelayo en 1894 en su artículo “De las influencias semíticas en la literatura española” indicaba que el primer poeta castellano de nombre conocido fue muy probablemente Judá Leví, de quien consta que versificó en hebreo, árabe y en la lengua vulgar de los cristianos. 
Las jarchas fueron descubiertas y traducidas por primera vez por el hebraísta Samuel Miklos Stern. Sucesivas interpretaciones de distintos expertos a lo largo de los siguientes años nos entregan los textos disponibles hoy en día. Dada la ambigüedad de la escritura de las lenguas semíticas, y que se prestan a múltiples interpretaciones, las jarchas siguen constituyendo un motivo para el debate y la investigación especializada. Las jarchas se imbrican en la moaxaja como un estribillo de escasos versos en lengua romance, hebreo o árabe vulgar al final de esta. Otra manifestación poética de características similares, el zéjel, se diferencia por dispersar los versos por todo el poema.
Con el paso de los años se han estudiado y recopilado las jarchas encontradas. El corpus actual de las jarchas romances ronda los setenta poemas, aunque es difícil su cómputo porque no siempre están de acuerdo los estudiosos en cuándo nos hallamos ante un texto mozárabe o cuándo estamos ante una jarcha árabe que suma grafías del alifato árabe o alefato hebreo (literatura aljamiada) con algunos elementos románicos. Las colecciones fundamentales son las de Samuel Miklos Stern, Emilio García Gómez (Las jarchas romances de la serie árabe en su marco), Klaus Heger (Die bisher veröffentlichen Harǧas und ihre Deutungen) y José María Solá-Solé (Corpus de poesía mozárabe. Las hargas andalusíes).
Y, respecto a su procedencia, señalan también Pedraza y Rodríguez que no hay acuerdo entre los diferentes estudiosos y, a la hora de asignarlas como fruto exclusivo del mundo mozárabe o cristiano hay que ser muy cautos. Por un lado hay quienes las consideran continuadoras de una lírica latina vulgar, como es el caso de Menéndez Pidal. Mientras tanto, el arabista español García Gómez recuerda que hay muchas más jarchas en árabe vulgar que en romance y que representan una poesía igual y del mismo tipo. 
En cuanto a su datación, las jarchas romances conservadas están incluidas en moaxajas, unas anónimas y otras de poetas que florecieron entre los siglos XI y XIII. Uno de los más antiguos y destacados moaxajeros fue Yōsef al-Kātib “el escriba”. Llama la atención porque su moaxaja se desvía del tema amoroso y se establece como un panegírico dedicado a dos hermanos. La muerte de uno de ellos se produjo en 1042, lo que nos ayuda a datarla como anterior a esta fecha.

## Temática, métrica y retórica de las jarchas
Las jarchas, generalmente, ponen en la voz de una mujer la experiencia del sufrimiento amoroso. El tema dominante es la ausencia del amado o habib en variantes múltiples. Unas veces se expone el dolor por la enfermedad del amado, otras se lamenta que se haya ido a otro lugar o se le pide que no se vaya, e incluso se queja de la impetuosidad del amado, o se impreca al tiempo por su lentitud en pasar, etc. También es muy habitual la presencia del espía o guardador que impide la felicidad de los amantes. El interlocutor es la madre, que normalmente no toma la palabra. En algunos casos el lamento de la mujer va dirigido al amado, pero este tampoco toma la palabra. Al lado de las jarchas de carácter amoroso, hay unas cuantas que tienen como tema central el elogio de un personaje conocido, como la que alude a la visita de Yosef ibn Ferrusiel, médico de Alfonso VI, a la ciudad de Guadalajara, que por lo tanto puede fecharse entre 1091 y 1095.
La soledad de la joven enamorada se hace más patente por la ausencia de entorno físico; el paisaje cuenta poco o nada, no hay pájaros que anuncien la primavera, ni el amor se presenta como consecuencia de la entrada del mes de mayo, todo lo más se recuerda la Pascua). La jarcha se desarrolla en ambiente urbano (sus ciudades escenario son Guadalajara, Sevilla o Valencia). Y si alguna vez se alude a un oficio, no será al de pastor ni al de molinero, sino al de comerciante o al de orfebre.
Sus rasgos estilísticos más destacados son la abundancia de exclamaciones e interrogaciones que contribuyen a subrayar el tono directo y coloquial de la jarcha, que se enfatiza con la abundancia de vocativos. También llama la atención en ellas la utilización de un léxico coloquial y afectivo, acompañado del uso de diminutivos, así como la presencia de formas verbales en imperativo, que resaltan la inmediatez de los sentimientos versificados. Asimismo aparecen otros recursos retóricos como anáforas, repeticiones, antítesis e imágenes.
Respecto a la métrica de las jarchas, esta parece anunciar los ritmos y combinaciones típicos de las cancioncillas tradicionales castellanas. Solá-Solé ha cuantificado que de las 60 jarchas, 34 son cuartetas, aunque 24 de estas son anisosilábicas. La mayoría tienen rima arromanzada consonante, aunque aparecen consonancias imperfectas asimilables a la asonancia.

## Ejemplos
Del breve corpus de jarchas conservadas, citamos a continuación las más recordadas, citadas tanto en manuales de literatura como libros de texto, etc. Actualmente puede consultarse en línea un amplio corpus de jarchas con diferentes transliteraciones extraídas de manuscritos originales y traducciones a diferentes idiomas. Los siguientes ejemplos de jarchas incluyen en la primera columna una interpretación del texto aljamiado, que generalmente es un tanto especulativa, debido por un lado a la falta de vocales en la escritura, y por otro a la poca correspondencia entre las consonantes árabes y las romances; en la 2ª columna se da una posible traducción:

¡Tant' amáre, tant' amáre,

habib, tant' amáre!

Enfermiron welios nidios

e dólen tan málē.
¡De tanto amar, de tanto amar,

amado
, de tanto amar!

Enfermaron unos ojos antes sanos

y que ahora duelen mucho.
Jarcha de Yosef al-Kātib

Báayse méw quorażón de mib. 

¡Yā Rabb, ši še me tōrnarād? 

¡Tan māl me dólēd li-l-habīb! 

Enfermo yéd: ¿kuánd šanarád?
Mi corazón se va de mí. 

¡Ay señor, no sé si me volverá !

¡Me duele tanto por el amado!

Está enfermo, ¿cuándo sanará?
Jarcha de Yehudah Halevi

Garīd boš, ay yerman ēllaš 

kóm kontenēr-hé mew mālē, 

Šīn al-ḥabī bnon bibrēyo:

¿ad ob l' iréy demandāre?
Decid vosotras, ay hermanillas, 

¿cómo he de atajar mi mal? 

Sin el amado no puedo vivir: 

¿adónde he de ir a buscarlo?
Jarcha de Yehuda Halevi

## Las jarchas y su relación con las otras composiciones de la lírica primitiva popular hispánica
Las jarchas siempre han sido ligadas a las cantigas de amigo y los villancicos por un evidente parentesco que, como señaló Menéndez Pidal, nos lleva a pensar que todas ellas parten de un “tronco común”. Las coincidencias son numerosas y decisivas. Por ejemplo, las jarchas al igual que las cantigas y muchos villancicos, son cantos amorosos de mujer, sobre el tema sostenido de la ausencia del amigo/amado/habib, y con la presencia frecuente de la madre como confidente. Métricamente son las jarchas y los villancicos, los poemas más breves, de escaso número de versos, en combinaciones muy semejantes. Más alejadas parecen en esto de las cantigas de amigo de estructura paralelística, aunque el paralelismo parece que no fue del todo ignorado por las jarchas. A pesar de ese evidente parentesco, es obvio que las jarchas no reflejan todos los temas ni todas las características de las cantigas y villancicos. A raíz del descubrimiento de las jarchas algunos críticos creyeron que estaban ante la más temprana lírica en romance (no solamente la más antigua conservada), y las semejanzas entre ellas y la restante lírica de la península les hicieron pensar en un efecto de influencia directa. Como señala Alan Deyermond, sería sorprendente en términos generales que una tradición lírica popular ejerciese su influencia sobre otra en tal manera, especialmente cuando la hipotética fuente se hallaba ubicada en la España musulmana, y cuando debería también de haber influenciado a Italia y el norte de Francia. Una sumaria consideración de índole cronológica es la que resuelve el problema. La lírica popular andaluza aparece por escrito (caso de las jarchas) cuando se dieron en la región indicada poetas cultos capaces de hacer uso de ella; nadie puso por escrito, en efecto, un poema de la tradición oral durante la Edad Media, a menos que esto pudiera servir para algún fin práctico. La lírica popular aparece por escrito en Galicia, de una forma reelaborada claro está, tan pronto como los poetas cultos comienzan a escribir bajo la presión de la influencia provenzal. La lírica culta se presenta tardíamente en Castilla en cuanto a tradición consolidada, pero, muy poco después de que los poetas cultos introduzcan la costumbre de escribir su lírica en castellano, aparecen por escrito los villancicos. No puede tratarse de una mera coincidencia el hecho de que la aparición escrita de los poemas populares en cada una de estas regiones siga tan de cerca al surgimiento de poetas cultos que pudieran hacer uso de ellos. De aceptar los argumentos arriba establecidos, aparece según Deyermond muy clara la conclusión de que las tres áreas indicadas de la Península tuvieron tradiciones poéticas de igual antigüedad (lo mismo que Provenza, el norte de Francia e Italia) y que las jarchas no constituyen la más antigua lírica en romance por lo que a su composición se refiere, sino las primeras que hacen su aparición por escrito.
De todo lo anterior se puede deducir que realmente las jarchas, las cantigas de amigo y los villancicos son tres ramas de un mismo tronco poético, el de la lírica hispánica tradicional, cuyas raíces se pierden desconocidas en el fondo de los siglos.

## Las jarchas como fuente de información sobre los dialectos mozárabes
Otro aspecto del estudio de las jarchas es que nos pueden informar sobre las características de los dialectos mozárabes hablados en la España musulmana. Sin embargo esto choca con varios problemas:
- La escritura aljamiada se adapta mal a una lengua romance y resulta muy difícil conocer la pronunciación exacta que se esconde tras los textos.
- No hay ninguna garantía de que las jarchas reflejen el dialecto de una u otra región de al-Ándalus, ya que pudieron ser tomadas del folklore de una zona distinta a la del nacimiento o vida del autor.
- Tampoco hay garantía de que las jarchas reflejen el romance de su época, pues podían incluir arcaísmos ya desaparecidos del habla cuando fueron escritas.